# 天主教烏姆塔塔教區
天主教烏姆塔塔教區（拉丁語：Dioecesis Umtatana）是南非一個羅馬天主教教區，屬德班總教區。

## 歷史
教區的前身是一個宗座監牧區，成立於1930年3月30日，1937年4月13日升為代牧區。1951年1月11日升為教區。

## 現況
教區位於東開普省東部，2010年有教友73,000人（佔轄區總人口4.0%）、159個堂區、二十名司鐸。現任教區主教為西特姆貝萊·安敦·西普卡。